# Wijngaardstraat (Brugge)
De Wijngaardstraat is een straat in Brugge

## Beschrijving
Wijn betekent in het Middelnederlands 'laag, moerassig weiland' en 'gaard' een besloten ruimte, zoals in boomgaard. Een 'wijngaard' is dus een meers of laag weiland, omsloten door water of door een omheining. De Wijngaardstraat in Gent en de plaatsnaam Wijnendale in Torhout hebben dezelfde oorsprong. In Waardamme waren er 'wijnmeersen' en in Roesbrugge de 'Wijngaardmeersch', dus moerassen die nog lager lagen dan gewone moerassen.
Naast de Wijngaardstraat lagen de Walstraat en de Walplaats, zo genoemd omdat aldaar een wal was opgericht tegen de waterovervloed die in natte perioden van de laaggelegen Meersen kwam.
Het is niet onlogisch dat de straat die leidde naar Ten Wijngaarde de naam Wijngaardstraat kreeg. Vanaf wanneer de naam in gebruik kwam, is niet duidelijk. Volgens Karel De Flou was dit vanaf de 16de eeuw, maar hij gaf er geen voorbeelden van.
De Wijngaardstraat loopt van de Katelijnestraat naar het Wijngaardplein.

## Externe link

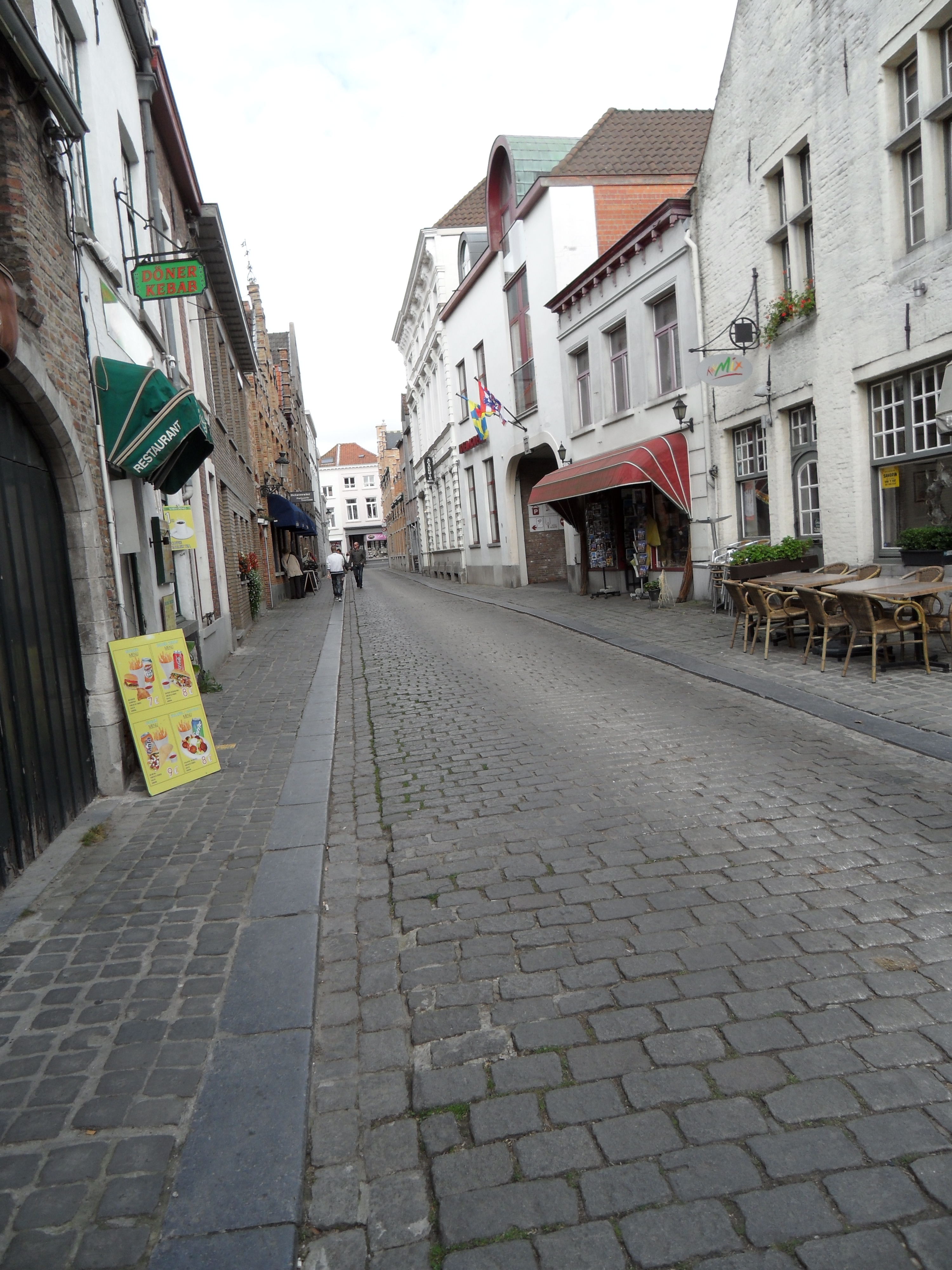
De Wijngaardstraat gezien in de richting van de Katelijnestraat
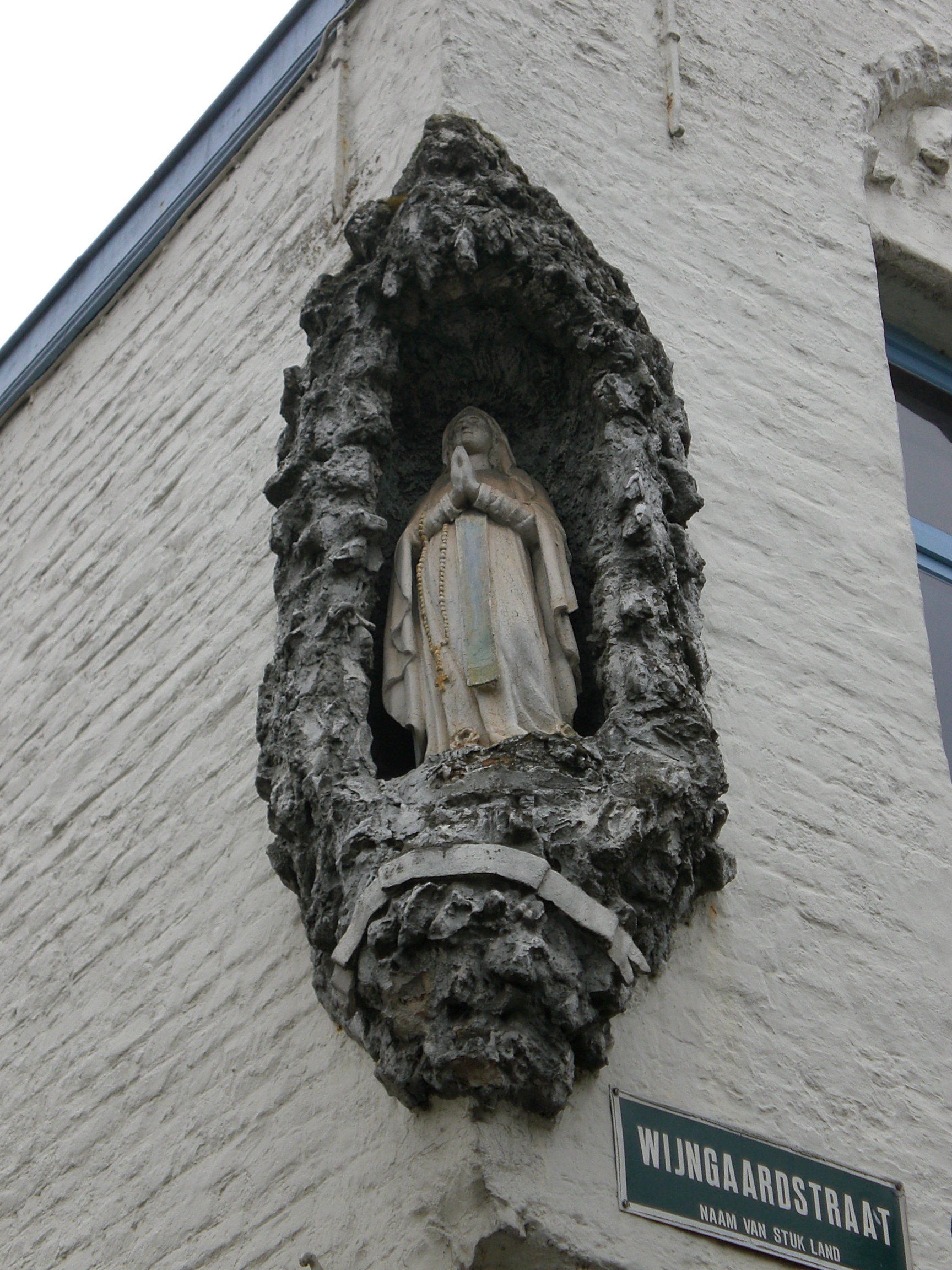
Mariabeeldje op de hoek van de Wijngaardstraat met de Noordstraat